# Giacomo Bertagnolli
Giacomo Bertagnolli (født 18. januar 1999) er en italiensk funktionshæmmet alpint skiløber.
Han vandt fire medaljer ved vinter-PL 2018, hvoraf to af dem var guld og tre medaljer ved verdensmesterskaberne i alpint skiløb.